# Las Ánimas Bajas
Las Ánimas Bajas är en ort i Mexiko.   Den ligger i kommunen Los Cabos och delstaten Baja California Sur, i den västra delen av landet, 1 200 km väster om huvudstaden Mexico City. Las Ánimas Bajas ligger 27 meter över havet och antalet invånare är 377.
Terrängen runt Las Ánimas Bajas är platt åt nordost, men västerut är den kuperad. Havet är nära Las Ánimas Bajas åt sydost.  Närmaste större samhälle är San José del Cabo, 2,4 km sydväst om Las Ánimas Bajas. Trakten runt Las Ánimas Bajas består till största delen av jordbruksmark.